# Нежнов, Валентин Степанович
Валенти́н Степа́нович Нежнов (1915—1944) — старший лейтенант Рабоче-крестьянской Красной Армии, участник Великой Отечественной войны, Герой Советского Союза (1944).

## Биография
Валентин Нежнов родился 31 мая 1915 года в Петрограде. В 1918 году вместе с семьёй переехал в Минеральные Воды, где окончил семь классов школы и школу фабрично-заводского ученичества, после чего работал в Пятигорске. В 1935—1938 годах проходил службу в Рабоче-крестьянской Красной Армии. В 1941 году Нежнов повторно был призван в армию. В 1942 году он окончил Орджоникидзевское военное училище связи. С июля того же года — на фронтах Великой Отечественной войны.
К сентябрю 1943 года гвардии старший лейтенант Валентин Нежнов командовал взводом радиосвязи стрелкового батальона 29-го гвардейского стрелкового полка 12-й гвардейской стрелковой дивизии 61-й армии Центрального фронта. Отличился во время битвы за Днепр. 28 сентября 1943 года взвод Нежнова переправился через Днепр в районе деревни Глушец Лоевского района Гомельской области Белорусской ССР и принял активное участие в боях за захват и удержание плацдарма на его западном берегу, проведя и обеспечивая бесперебойную телефонную связь. 29 сентября 1943 года Нежнов лично доставил на плацдарм боеприпасы, что помогло отразить вражескую контратаку. 30 сентября 1943 года он заменил собой выбывшего из строя парторга и неоднократно поднимал своих товарищей в атаку.
Похоронен в братской могиле на центральной площади города Мозырь.

## Награды
Указом Президиума Верховного Совета СССР «О присвоении звания Героя Советского Союза генералам, офицерскому, сержантскому и рядовому составу Красной Армии» от 15 января 1944 года за «образцовое выполнение боевых заданий командования по форсированию реки Днепр и проявленные при этом мужество и героизм» гвардии старший лейтенант Валентин Нежнов был удостоен высокого звания Героя Советского Союза. Орден Ленина и медаль «Золотая Звезда» он получить не успел, так как 24 января 1944 года погиб в бою .

## Память
В честь Нежнова названы улицы в Мозыре и Пятигорске, Минераловодское железнодорожное училище, установлен памятник в Минеральных Водах.
В честь В. С. Нежнова в Мозыре открыт памятный знак.